# Mal di stomaco (singolo)
Mal di stomaco è un singolo del rapper italiano Fabri Fibra, pubblicato l'8 agosto 2006 come secondo estratto dal terzo album in studio Tradimento.

## Video musicale
All'inizio del video, girato da Cosimo Alemà, si vede un frammento di Sky TG24 con la giornalista Simona Branchetti che annuncia la morte di Fabri Fibra, scelta molto ironica del rapper che si riferisce alle diverse false notizie che giravano dicendo che lui fosse morto; successivamente si vede Fibra steso su un lettino di obitorio, come se fosse pronto per un'autopsia; successivamente viene filmato Fibra in varie scene al di fuori dall'ospedale, e nei corridoi abbandonati, fin quando a fine video torna il telegiornale che cerca di intervistare diverse persone: in questi cameo si notano il fratello Nesli, il produttore Fish, il rapper Vacca, la showgirl Éva Henger, e diversi personaggi dello staff di Striscia la notizia.

## Classifiche
| Classifica (2006) | Posizione massima |
| ----------------- | ----------------- |
| Italia            | 36                |